# Zeria carli
Zeria carli är en spindeldjursart som först beskrevs av Roewer 1933.  Zeria carli ingår i släktet Zeria och familjen Solpugidae. Inga underarter finns listade i Catalogue of Life.